# Miloslav Kořínek
Miloslav Kořínek (* 29. Januar 1925 in Brünn; † 8. Juli 1998 in Bratislava) war ein aus Tschechien gebürtiger slowakischer Komponist und Hochschullehrer.

## Leben
Im mährischen Brünn geboren, besuchte Miloslav Kořínek das Gymnasium in der slowakischen Hauptstadt Bratislava, wo er ab 1943 Flöte, Komposition bei Alexander Moyzes und Dirigieren bei Kornel Schimpl am Konservatorium Bratislava studierte. Anschließend setzte er sein Kompositionsstudium bei Moyzes an der Akademie der Darstellenden Künste, der nunmehrigen Hochschule für Musische Künste Bratislava (Vysoká škola múzických umení v Bratislave – VŠMU) fort. 1949–1985 war er selbst Lehrer, später Professor für Musiktheorie und Komposition sowie ab 1962 stellvertretender Rektor am Bratislavaer Konservatorium. Neben seinem Schaffen als Komponist entstanden infolge seiner pädagogischen Tätigkeit auch mehrere musiktheoretische Arbeiten.

„Koříneks Entwicklung als Komponist verlief nicht rasant, sondern eher langsam und systematisch. Der Beruf des Lehrers spiegelte sich auch im Charakter und der Funktionalität seiner Kompositionen wider. Er schrieb viele lehrreiche Stücke für unterschiedliche Reifegrade von Schülern und Studenten, wodurch er zu den bedeutendsten slowakischen Schöpfern auf diesem Gebiet zählt. Kořínek achtete auf kompositorische Präzision und fließende Entwicklung, er war kein Neuerer in der Musik, aber er beherrschte nicht nur traditionelle, sondern auch moderne Kompositionstechniken. 
Er widmete sich hauptsächlich der Kammermusik, sein Opus umfasst aber auch Werke für größere und kleinere Orchesterbesetzungen, Kantaten, konzertante Kompositionen und die Kinderoper Als das Ei auf Wanderschaft ging. In der Kammermusik gelang es ihm, einen konzentrierten Ausdruck anzuwenden, was ihm auch in Werken größeren Umfangs erfolgreich gelang. Sein kompositorisches Schaffen zeichnet sich durch Konsequenz und Präzision, Prägnanz der Form und ausdrucksstarke Melodik aus.“

## Werke (Auswahl)

### Bühne
- Als das Ei auf Wanderschaft ging (Ako išlo vajce na vandrovku). Kinderoper in zwei Bildern, Libretto: Jela Krčméry-Vrtel'ová (1959)

### Vokalsinfonische Werke
- Atlantis. Epische Kantate nach Vítězslav Nezval für Sopran, Alt, Tenor, Bass, Chor und Orchester (1974)

### Orchester
- Mit Freude an die Arbeit. Sinfonisches Scherzo (1951)
- Festliche Ouvertüre (1958)
- Allegro brillante (1976)
- Sinfonie (1983)[2]
- Bratislava, Stadt unseres Lebens (1989)

### Streichorchester
- Divertimento concertante (1962)

### Soloinstrument und Orchester
- Kammerconcertino für Viola und Orchester oder Klavier (1951)
- Konzert für Akkordeon und Orchester (1956)
- Konzert für Klarinette und Kammerorchester (1966)
- Konzert für Horn und Orchester (1968)
- Konzert für Oboe und Orchester (1987)
- Konzert für Fagott und Orchester (1991)

### Duo und Kammermusik
- Sonatinen freudvoller Jugend. Sammlung instruktiver Sonatinen für verschiedene Instrumente und Klavier (1960)
- Trio für zwei Oboen und Englischhorn A-Dur (1961)
- Streichquartett (1963)
- Klavierquintett (1967)
- Bläserquintett (1970)
- Zwei Capriccios für Posaune und Klavier (1973)
- Konzertante Phantasie für Flöte und Gitarre (1974)
- Sonatine für Fagott und Klavier (1977)
- Fünf groteske Kompositionen für Bläseroktett (1977)
- Humoresken für Flöte, Violoncello und Cembalo (1985)
- Sonate für Violine und Klavier (1986)
- Sommerpfad. Musikalisches Bild für zwei Klarinetten (vor 1988)
- Drei Bagatellen für Oboe, Klarinette und Fagott (1988)

### Diverse Instrumente solo
- Furiant für Klavier (1947)
- Sonate für Klavier H-Dur (1949)
- Apokryphen für Klavier (1969)
- Metamorphosen von Klang und Gedanken. Ein virtuoses Stück für Baritonakkordeon (1983)
- Variationssuite für Harfe (1987)
- Sonata toccata für Cembalo (1989)

### Gesang und Klavier
- Aus Hrubíns Špalíček. Kinderliedzyklus nach Worten aus „Špalíček pohádek“ von František Hrubín für Sopran und Klavier (1963)
- Lieder über die Schuld nach Texten von L'udo Ondrejov, Bai Juyi und Pablo Neruda für Bass und Klavier (1972)
- Křídlovko…. Liederzyklus nach dem lyrischen Epos „Romanze für Flügelhorn“ von František Hrubín (1997)

### Chor a cappella
- Partisanenlied nach Worten von Anton Prídavok für Männerchor a cappella (1950)
- Gruß an das Land des Sieges und der Freude nach Worten von Andrej Plávka für gemischten Chor a cappella (1950)
- Boot und Krawatte nach Worten von Guillaume Apollinaire für zwei gemischte Chöre a cappella (1969)
- Cantatina für Kinderchor a cappella (1978)[3]

Zudem weitere Chorsätze und Lieder, Werke für den Unterricht sowie Volksmusikarrangements